# Банда Сергея Доманина
Банда Сергея Доманина — жестокая организованная преступная группировка, действовавшая в 1995—1997 годах в Краснодарском крае и Адыгее.

## Создание банды
Основателем банды был житель города Тимашёвска в Краснодарском крае, старший лейтенант морской пехоты Сергей Доманин. Он был решительным, волевым и жёстким человеком, мастерски владел приёмами восточных единоборств и оружием. Доманин участвовал в Первой чеченской войне. После досрочного увольнения в запас он вернулся домой, где вскоре вступил в казачье общество и возглавил дружину по поддержанию общественного порядка.
Доманин начал свою преступную деятельность под благовидным предлогом помощи милиции в охране общественного порядка. Казачья дружина вместе с милицией проводила рейды по наркопритонам. На сходах казаков Доманин говорил о том, что криминалитет угрожает населению, а милиция с валом преступности не справляется. Казаки его поддержали, и на основе некоторых из них Доманин создал преступную группировку. В неё вошли спортсмены, крестьяне, ветераны чеченской войны, спецназовцы. Большинство из них ранее воевали в горячих точках. В банду Доманина (являющейся костяком его дружины) входили казаки не только Тимашёвского, но и некоторых других районов Краснодарского края. Участники ОПГ обучались методам разведки и контрразведки, способам сокрытия следов преступления. Изначально у Доманина из оружия было только два пистолета, украденных им во время службы в Чечне.
При этом Доманин говорил, что казакам предстоит настоящая вооружённая борьба за создание на Юге России казачьей республики. Сохранилась видеозапись, на которой было заснято, как лидер банды проводит с бойцами нечто вроде политзанятия, говоря о необходимости создания для казаков своего государства. Доманин объяснял это тем, что «спасти всю Россию казаки не в состоянии, надо при дальнейшем её развале попытаться сохранить хотя бы те области, где править будет железная рука». Свою преступную деятельность бандиты прикрывали националистическими лозунгами. Главной задачей Доманин провозглашал «очищение Кубани от инородцев, а также всякого прочего жидомасонства».
Банда отличалась жёсткой дисциплиной. Подчинённые боялись Доманина, так как он строго наказывал тех, кто не выполнял приказы. Поручения главаря не обсуждались. Те, кто ослушивался Доманина, жестоко поролись плёткой. Эти наказания снимались на видео для устрашения остальных участников банды. Позже на следствии один из участников ОПГ так рассказал о её возникновении и деятельности:
Государство оказалось больное и, восстанавливая справедливость, настоящие патриоты его заменили. Одного из наших внедрили в городскую администрацию Тимашёвска в качестве председателя территориального Совета самоуправления. Он получал там зарплату и обязан был следить какие решения администрация принимает, докладывать командиру о всех кадровых перестановках и о всех вопросах, связанных с деятельностью административных органов города. <...> Деловому народу в районе надоели бесконечные притязания преступных элементов из числа инородцев на долю в их бизнесе. Народ обратился к казакам за защитой. Мне было поручено принимать от населения жалобы и сортировать их. <...> Из общей прибыли отчислялись проценты на воспитание подрастающего поколения, её общефизическую подготовку. Чтобы молодёжь была более менее подготовлена к предстоящим трудностям...

## Преступная деятельность
Деятельность ОПГ включала в себя грабежи, разбои, похищения людей и рэкет. Под контролем группировки находились платные автостоянки, рынки и частные торговые точки.
Ночью в январе 1995 года на кладбище в Тимашевске подчинённые Доманина устроили побоище с местной дагестанской ОПГ, возглавляемой неким Низамом и контролировавшей предпринимателей района. Всего в побоище участвовали более сорока человек, и в жестокой драке победили доманинцы. После побоища главарь банды был задержан милицией по приказу начальника уголовного розыска Тимашевского района Капрелова.
Бандиты позже объявили предпринимателям района о том, что теперь они должны платить не дагестанцам, а казакам. Когда удавалось забрать у должника деньги, Доманин лично получал 10-15 % от этой суммы. Каждый предприниматель должен был зачислять к себе на работу одного из казаков дружины Доманина и выплачивать ему зарплату, даже если тот ни разу не появлялся на работе. Дагестанских, армянских и цыганских предпринимателей бандиты заставили платить вдвое большую дань, чем они платили прежде.
После ареста Доманина и Трифонова казаки стали отправлять делегации атаманов различных рангов к губернатору, краевым прокурору и начальнику УВД. Впоследствии Доманин и его «правая рука» Трифонов всё же были осуждены, но только за незаконное хранение оружия и получили лишь условные сроки, без лишения свободы. При этом генерал-майор Всекубанского казачьего войска Юрий Антонов, заместитель атамана ВКВ, бывший депутатом и председателем комитета по национальным вопросам законодательного собрания края, назначил Доманина и Трифонова своими помощниками. Приказом Антонова как казачьего генерала дружина под началом Доманина получила статус казачьей сотни. Доманин стал командиром тимашёвской сотни первого Кавказского полка Всекубанского казачьего войска. В местных СМИ эта сотня не раз была названа «образцовой», «лучшей», «показательной». Впоследствии, давая показания, Антонов так выразился о своём решении:
В целях поднятия авторитета Доманина как руководителя я решил придать ему и его заместителю Трифонову статус помощников депутата ЗСК. Им были выданы соответствующие удостоверения. Моим приказом №90 <...> Доманин в связи с его 27-летием был награждён именным холодным оружием - кинжалом.
Документы помощников депутата избавляли Доманина и Трифонова от досмотра автомобиля на милицейских постах. Это позволило банде обзавестись большим количеством оружия.
Одним из известных преступлений банды было нападение на начальника уголовного розыска Тимашёвского района Капрелова, по приказу которого были задержаны Доманин и Трифонов. На Капрелова напали неизвестные, проломили ему голову и отобрали пистолет. Найти нападавших и украденное табельное оружие стало делом чести для сотрудников милиции. Видимо, опасаясь этого, бандиты решили вернуть пистолет. Казачий атаман принёс оружие в милицию, сказав, что нашёл его на свалке. Нападение на Капрелова так и осталось нераскрытым, а сам начальник угрозыска позже был отправлен в отставку по инвалидности.
Во время поиска налётчиков милицией на одном из складов, который контролировали казаки, был обнаружен ранее угнанный автомобиль «Жигули». Доманин решил договориться с начальником службы криминальной милиции района Замурой. Один из казаков, работавший директором местного рынка, пригласил Замуру в гости. В это время у него «случайно» оказался и Доманин. Он предложил Замуре хорошие деньги в обмен на отказ от преследования банды, но милиционер отказался. Позже главарь отдал своим подчинённым приказ убить Замуру. 20 марта 1997 года двое бандитов, вооружённые гранатомётом «Муха» с реактивным осколочным снарядом и автоматом, устроили огневую точку напротив окна особняка Замуры. Киллеры два раза пытались выстрелить в окно дома Замуры (кроме милиционера в доме в это время находились его жена и малолетний ребёнок) из гранатомёта, но оба раза у «Мухи» заедала кнопка спуска. В третий раз бандиты стрелять не решились и ушли, закинув гранатомёт на чердак одного из домов, где его позже нашли милиционеры.
После очередного бандитского налёта участников группировки на милицейском автомобиле преследовал сотрудник Белореченского ГАИ Зубенко. Один из бандитов выстрелил в него из автомата, пуля пробила шапку милиционера, чудом не задев головы.
Группировка Низама продолжала оставаться противником банды Доманина. Покровителем Низама был некий Гасан, криминальный авторитет из Краснодара. По некоторым данным, в сутки Гасан получал прибыль до одного миллиарда рублей по тогдашнему курсу, причём в основном это были поборы с АЗС. Низам арендовал офис в драматическом театре. Засаду на Низама подготовили четверо участников банды — бывших спецназовцев. Они приготовили для покушения автомат Калашникова, досконально изучили распорядок дня Низама. Однако за полчаса до покушения тот улетел на самолёте для участия в воровской сходке. Тем не менее, банде Доманина удалось вытеснить низамовскую ОПГ из центра города.
10 ноября 1996 года в Тимашёвске около престижного кафе «Яма» бандиты жестоко избили и ограбили бизнесмена Ананьева, который незадолго до этого отказался платить дань группировке. Примерно через час вооружённые бандиты в масках и камуфляже ворвались в принадлежавшую армянам хлебопекарню «Юг», избили и заставили лечь на пол персонал и забрали всю выручку.
Кроме этого, бандиты устроили побоище в баре «Пикник» после того, как его хозяин Пехерт не захотел формально зачислить «на работу» участника ОПГ. Бандиты Трифонов, Бугрий, Григорьев, Бадак и Рыжков жестоко избили Пехерта и одного из посетителей бара, уничтожили дорогую аппаратуру и стойки со спиртным.
Позже в посёлке Советском под Тимашёвском вооружённые обрезами бандиты в масках и камуфляже устроили перестрелку в доме местного предпринимателя, торгующего водкой. Бизнесмен попытался отстреливаться из газового пистолета, но потерпел поражение. Бандиты долго избивали хозяина дома и его родных, пока он не выдал тайники с 60 миллионами рублей.

### Серия похищений
Бандиты совершили ряд похищений состоятельных местных жителей — крупных предпринимателей, директоров колхозов и фермеров. Позже участники банды обращались к их родственникам и предлагали за деньги своё якобы посредничество в освобождении людей.
Самым известным из этих преступлений было похищение предпринимателя из Тимашевска Владимира Гудыменко. Ранее он платил «дань» банде, привозя в казачий штаб ценные подарки и деньги. Но после того, как он отказался покупать бандитам японский автомобиль, отношение преступников к бизнесмену изменилось.
Участники ОПГ похитили Гудыменко утром 29 ноября 1996 года возле районной больницы в Тимашевске и вывезли на хутор Малинино. Почти неделю похитители держали пленника в сыром подвале без еды и сна. Бандиты избивали Гудыменко и подвергали его пыткам электротоком, вымогая один миллиард неденоминированных рублей.
В ночь со 2 на 3 декабря бандиты похитили депутата Государственной думы России, жителя станицы Старовеличковской и директора колхоза «Октябрь» Юрия Полякова в то время, когда он пешком шёл из колхоза домой. Станица Старовеличковская находилась примерно в тридцати километрах от того места, где держали Гудыменко. Для того, чтобы совершить это преступление, банде понадобилось снять почти всю охрану Гудыменко, так как они участвовали в похищении Полякова. Сторожить Гудыменко остался лишь один бандит, и к полуночи 2 декабря он уснул. Воспользовавшись этим, Гудыменко, прикованный наручниками к трубе, всё же сумел освободиться и бежать. Он раскачал трубу, вырвал её из стены, после чего вырубил топором дверь и сбежал. Он обратился в милицию с заявлением, но найти похитителей не удалось.
3 декабря родные депутата Полякова обратились в милицию с заявлением после того, как тот не появился на заседании правления колхоза. Сотрудники милиции и прокуратуры сразу же выдвинули версию о похищении, потому что в Краснодарском крае бандой Доманина уже было совершено несколько похожих по почерку преступлений.
Узнав о побеге Гудыменко, Доманин избил нагайкой своих провинившихся подчинённых. Для поимки бизнесмена главарь ОПГ привлёк мастеров греко-римской борьбы из Новороссийска. Начальник службы безопасности фирмы «Черномортранснефть» оформил им официальные командировки в Тимашевск.
Сотрудники Калининского РОВД пытались своими силами найти депутата Полякова, они обыскали всю территорию колхоза, опросили жителей близлежащих населённых пунктов, но это не дало результатов. Сотрудникам краевого УВД и прокуратуры, прибывшим в станицу Старовеличковскую, также не удалось обнаружить Полякова. Через некоторое время розыскное дело Полякова было переквалифицировано на дело о его умышленном убийстве.
13 марта 1997 года бандиты снова похитили Гудыменко возле детского сада, куда бизнесмен отводил свою дочь. Похитители набросили Гудыменко пиджак на голову, втолкнули в его же автомобиль и вывезли в один из хуторов Брюховецкого района. Позже они вывезли Гудыменко в посёлок Уташ Анапского района. Там один из участников ОПГ работал охранником на прудах далеко от жилья. Бандиты изначально решили убить бизнесмена, но перед этим они хотели получить от него деньги. Они поместили пленника в ангар рыбопитомника, подвесили его на цепях на стену, сутками не давали спать, подвергали бизнесмена жестоким пыткам, которые снимали на видеокамеру (позже отснятое видео стало главным доказательством на суде против бандитов). На этот раз похитители требовали от Гудыменко миллион долларов. Бизнесмен называл бандитам тайники, в которых ничего не оказывалось (например о якобы имеющейся у него сотне тысяч долларов, спрятанных в подвале одного курортного особняка. Бандиты перекопали подвал, но ничего не нашли), и этим вызывал ещё большую жестокость бандитов. Участники ОПГ даже сымитировали расстрел Гудыменко, привязав его к железной двери и стреляя в неё рядом с пленником. Но сломить его так и не смогли. Бандиты уже начали искать омут с корягами и грузило, чтобы утопить труп. В это время пленника сторожил тринадцатилетний сын одного из местных казаков. Он наносил Гудыменко удары молотком и трубой по коленям. Когда пленник притворился мёртвым, его сторож ненадолго отлучился, и Гудыменко на весу освободился от цепей и сумел сбежать. На попутной машине он добрался до Анапы, где и рассказал о преступниках сотрудникам милиции. По адресу рыбопитомника была отправлена группа захвата.
22 марта 1997 года приехавшие к рыбопитомнику милиционеры не обнаружили там бандитов, которые в это время искали пленника недалеко от того места, где его содержали, посчитав, что он не сможет далеко убежать. Милиционеры нашли четверых бандитов, и все они, кроме главаря, сдались. Доманин убежал и решил уходить в плавни, на бегу он отстреливался от милиционеров из пистолета. Одна пуля попала в бронежилет одного из преследователей. Доманин был трижды ранен, а после того как попытался бросить в милиционеров гранату, он был убит автоматной очередью, и «лимонка» с уже выдернутой чекой выпала ему под ноги.

## Аресты, следствие и суд
Всего по делу банды было арестовано 22 человека. При обыске у участников ОПГ были изъяты пять автоматов Калашникова, гранатомёт «Муха», 18 ручных гранат, около 6 килограммов тротиловых шашек, револьверы, пистолеты с глушителями, обрезы и не менее 7687 патронов.
На похороны главаря банды приехали представители казачества со всего Краснодарского края. Впереди похоронной процессии, соблюдая древние каноны, вели «осиротевшего» коня и несли саблю Доманина, а также все его награды. На похоронах был салют и сводный оркестр. На месте гибели сотника был установлен железный крест, и каждый год в день его смерти туда съезжались сотни людей, причём все казачьи командиры открыто отрицали криминальное прошлое Доманина, а атаман Таманского отдела Иван Безуглый называл лидера ОПГ «национальным героем Кубани».
Для расследования дела об убийстве Полякова в Краснодарский край из Москвы прибыли следователи Генеральной прокуратуры. Они затребовали все материалы, связанные с похищением людей в Краснодарском крае. Так им стал известен эпизод по первому похищению Гудыменко. В ходе расследования были раскрыты десятки преступлений банды — разбойные нападения, причинения вреда здоровью, покушения на убийства, вымогательства. По одному только факту профессионально подготовленной попытки покушения на криминального авторитета Гасана фигурировали двое атаманов окружных казачьих обществ. Сначала представители следствия говорили о более чем пятидесяти убийствах, совершённых бандой Доманина. По показаниям бандитов, они после пыток убивали своих жертв на заброшенных фермах, а трупы, в том числе и Полякова, увозил сам Доманин. Водолазы исследовали все водоёмы в округе, но ничего не нашли.
Юрий Поляков бесследно исчез, ни его, ни его тела обнаружено не было. Уже в ходе следствия бандиты указали место в плавнях, где они якобы спрятали тело депутата. Но найти его не удалось, поэтому дело об исчезновении Полякова было выделено в отдельное производство и на процессе по делу банды не рассматривалось. Однако, в рамках расследования убийства Полякова правоохранительными органами были обнаружены трупы двух мужчин, умерших насильственной смертью. Тела настолько разложились, что идентифицировать их было практически невозможно. Не исключено, что одно из них было телом Полякова.
Перед судом предстали 20 человек. В зале Краснодарского краевого суда пришлось приварить дополнительную клетку и усиливать милицейский конвой отделением спецназа с автоматами. Уголовное дело банды состояло из 33 томов.
Судебный процесс длился более 14 месяцев. На процессе все подсудимые стали отказываться от прежних признательных показаний. Многие потерпевшие и свидетели по делу банды отказывались на суде от своих показаний, данных в ходе предварительного следствия. К тому времени Гудыменко был осуждён за мошенничество, и на суд по делу банды Доманина его привозили из колонии.
В кулуарах Краснодарского краевого суда завершившийся процесс над бандой Доманина получил название «дело двадцатки» и стал одним из самых громких. Большинство присяжных признало подсудимых виновными. При этом из-за того, что не было обнаружено ни одного тела убитых людей, на суде не удалось доказать причастность бандитов к убийствам. На суде были доказаны лишь факты вымогательства и похищений людей.
Бандиты были приговорены к срокам заключения от 8 до 20 лет. Андрей Трифонов, участвовавший почти во всех преступлениях банды, был приговорён к 13 годам лишения свободы в исправительной колонии строгого режима.
Трое участников банды сумели скрыться и были объявлены в розыск. Через три года двое из них были задержаны. В 2004 году был задержан и третий — Алексей Попов, который семь лет укрывался в избушке в горах.
В 2010 году в связи с расследованием массового убийства в станице Кущёвской депутаты Государственной думы обратились к председателю Следственного комитета при Прокуратуре Александру Бастрыкину с требованием возобновить уголовное дело по факту предполагаемого убийства Юрия Полякова.
В 2010 году было решено возобновить производство по делу об исчезновении депутата Юрия Полякова. Руководителю следственного управления по Краснодарскому краю было поручено обеспечить полное и всестороннее исследование обстоятельств дела, а также тщательно проверить следственным путём все версии случившегося. Ход и результаты следствия были взяты под личный контроль заместителем председателя СКП РФ Василием Пискарёвым.